# Ramon de Vilaragut

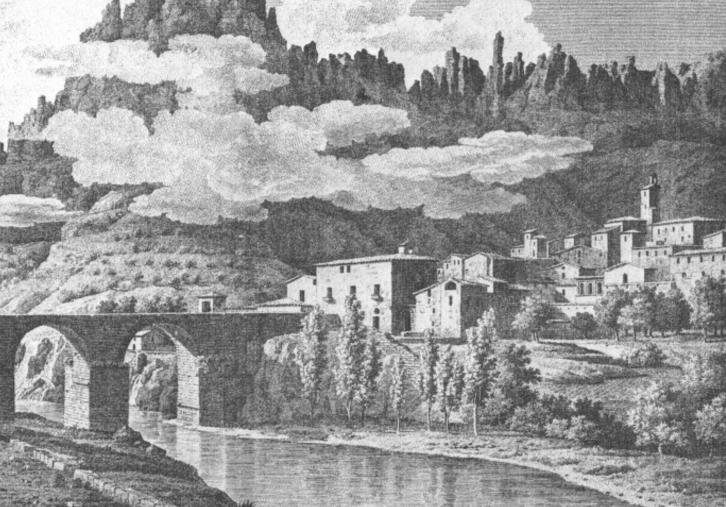
En primer terme el Palau prioral.

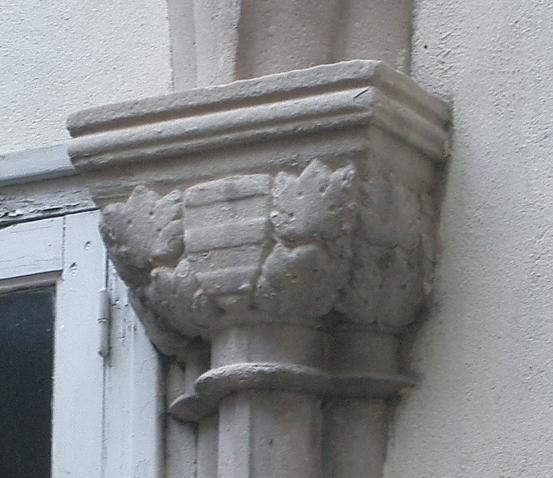
Escut dels Vilaragut a les columnes del Palau prioral

Ramon de Vilaragut (?, vers 1300 - Monistrol de Montserrat, 3 d'octubre del 1348), Prior de Santa Maria de Montserrat (1334-1348), era fill de Guillem de Vilaragut, cavaller, alcaid de Xàtiva, que lluità a Sicília.
Tingué un tiet, Ramon de Vilaragut, que fou prior de Ripoll i posteriorment abat del monestir en el 1280.
Va ésser monjo cambrer a Ripoll fins al 1334. Fou prior de Montserrat i, sota el seu mandat, el 1340 acabaren les obres del Palau Prioral de Monistrol, on residia. Aquest Palau mostra encara el seu escut d'armes a les columnes gòtiques del primer pis que donen al pati.
Morí l'any 1348, segurament de pesta.